# إخلاص القابضة
إخلاص القابضة هي تكتل تركي. إلى جانب الأصول الإعلامية التي تشمل جريدة التركية و تي جي أر تي نيوز تي في ، لديها اهتمامات أساسية في البناء (مجموعة إخلاص للإنشاءات) والكهرباء والإلكترونيات (شركة إخلاص للأجهزة المنزلية.) والتجارة (إخلاص للتسويق) والطاقة والتعدين (إخلاص للتعدين) ، الصحة والتعليم (مستشفى تركيا وكلية إخلاص).   تم تداول الشركة في بورصة اسطنبول للأوراق المالية منذ 1994. 
بدأ تاريخ الشركة مع تأسيس جريدة التركية في عام 1970 ، ولكن القابضة نفسها لم يتم إنشاؤها حتى عام 1993. 

## سوق الأوراق المالية
لدى إخلاص خمس قوائم في بورصة إسطنبول:
- إخلاص القابضة (IHLAS) - قابضة رئيسية ، طرحت عام 1994
- إخلاص لصناعة وتجارة الاجهزة المنزلية (IHEVA) - التصنيع
- إخلاص غازيتسيليك (IHGZT) - صحيفة التركية ، وطرح 2010 (33٪ من أسهم) [4]
- إحلس مادينشليك (IHMAD) - التعدين
- إحلال للنشر القابضة (IHYAY) - الإعلام

## الإعلام
- تي حي أر تي نيوز تي في
- راديو أف أم تي حي أر تي
- تلفزيون وثائقي تي حي أر تي>
- تي حي أر تي بالاتحاد الأوروبي
- شركة إخلاص للصحافة
- وكالة إخلاص للأنباء (İHA)
- مجموعة مجلة اخلاص
- شركة إخلاص للتخطيط الإعلامي وخدمات الشراء.
- الأصول الرقمية الوسائط المرئية والإنترنت
- شركة اخلاص نت

## روابط خارجية
- إخلاص القابضة

- إنجازات شركة إحساس القابضة

1. مجموعة إخلاص ميديا
2. البناء والعقارات
3. الطاقة والتعدين
4. التصنيع والتجارة
5. الصحة والتعليم

- محمد رضا لغي